# Baudhgarh

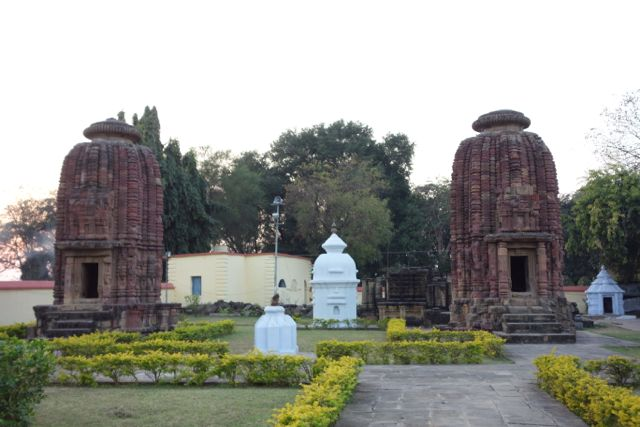
Templo em Baudhgarh

Baudhgarh é uma cidade e uma notified area committee no distrito de Baudh, no estado indiano de Orissa.

## Demografia
Segundo o censo de 2001, Baudhgarh tinha uma população de 17,996 habitantes. Os indivíduos do sexo masculino constituem 52% da população e os do sexo feminino 48%. Baudhgarh tem uma taxa de literacia de 72%, superior à média nacional de 59.5%; com 58% para o sexo masculino e 42% para o sexo feminino. 12% da população está abaixo dos 6 anos de idade.